# كوري جاكسون
كوري جاكسون (بالإنجليزية: Cory Jackson) هو لاعب كرة قدم أمريكية أمريكي، ولد في 12 مارس 1988.